# Ṣ̤
Ṣ̤ (minuscule : ṣ̤), appelé  S point souscrit tréma souscrit, est un graphème utilisé dans la romanisation de l’alphabet mandéen.
Elle est composée de la lettre S diacritée d’un point souscrit et d’un tréma souscrit.

## Représentations informatiques
Le S point souscrit tréma souscrit peut être représenté par les caractères Unicode suivant :
- précomposé (Latin étendu additionnel, diacritiques) :

| formes    | représentations | chaînes de caractères | points de code | descriptions                                                        |
| --------- | --------------- | --------------------- | -------------- | ------------------------------------------------------------------- |
| majuscule | Ṣ̤               | Ṣ◌̤                    | U+1E62 U+0324  | lettre majuscule latine s point souscrit diacritique tréma souscrit |
| minuscule | ṣ̤               | ṣ◌̤                    | U+1E63 U+0324  | lettre minuscule latine s point souscrit diacritique tréma souscrit |

- décomposé (latin de base, diacritiques) :

| formes    | représentations | chaînes de caractères | points de code       | descriptions                                                                    |
| --------- | --------------- | --------------------- | -------------------- | ------------------------------------------------------------------------------- |
| majuscule | Ṣ̤               | S◌̣◌̤                   | U+0053 U+0323 U+0324 | lettre majuscule latine s diacritique point souscrit diacritique tréma souscrit |
| minuscule | ṣ̤               | s◌̣◌̤                   | U+0073 U+0323 U+0324 | lettre minuscule latine s diacritique point souscrit diacritique tréma souscrit |

## Sources
- (en) Michael Everson, Proposal for encoding the Mandaic script in the BMP of the UCS (no N3485R, L2/08-270R), 4 aout 2008 (lire en ligne)